# Sheldon Amos
Sheldon Amos (St Pancras, 1 de junho de 1835 – Alexandria, 3 de janeiro de 1886) foi um jurista inglês.

## Biografia
Amos era filho de Andrew Amos. Foi educado em Clare College, Cambridge. Formou-se advogado e foi membro do Middle Temple em 1862. Foi convidado por Frederick Denison Maurice para ensinar no Working Men's College, com colegas graduados em Cambridge e os amigos Richard Chenevix Trench e John Robert Seeley. Em 1869 foi nomeado para a cátedra de jurisprudência na University College London, e em 1872 tornou-se professor sob o conselho de educação jurídica e examinador em direito constitucional e história para a Universidade de Londres. Sua saúde debilitada levou-o a pedir demissão de todos os seus cargos, e realizar uma viagem pelos Mares do Sul.
Residiu por um tempo curto em Sydney, e, finalmente, estabeleceu-se no Egito, onde exerceu a profissão de advogado. Após o bombardeio de Alexandria, e a reorganização da magistratura egípcia, foi nomeado juiz do tribunal de recursos, mas sem qualquer experiência anterior de trabalho administrativo Amos considerou que o posto era muito desgastante para a sua frágil saúde.

## Morte
Amos viajou para Inglaterra de licença no outono de 1885, e em seu retorno ao Egito, morreu de repente em Alexandria em 3 de janeiro de 1886.

## Publicações
Suas principais publicações são:
- Systematic View of the Science of Jurisprudence (1872)
- Lectures on International Law (1873)
- Science of Law (1874)
- Science of Politics (1883)
- History and Principles of the Civil Law of Rome as Aid to the Study of Scientific and Comparative Jurisprudence (1883)

## Família
Sua esposa, Sarah Maclardie Bunting, teve uma importante participação na política não-conformista do Partido Liberal e em movimentos ligados com os direitos das mulheres. Morreu no Cairo em 21 de janeiro de 1908.
Seu filho foi o juiz Maurice Amos.